# Forsthaus Adlershorst

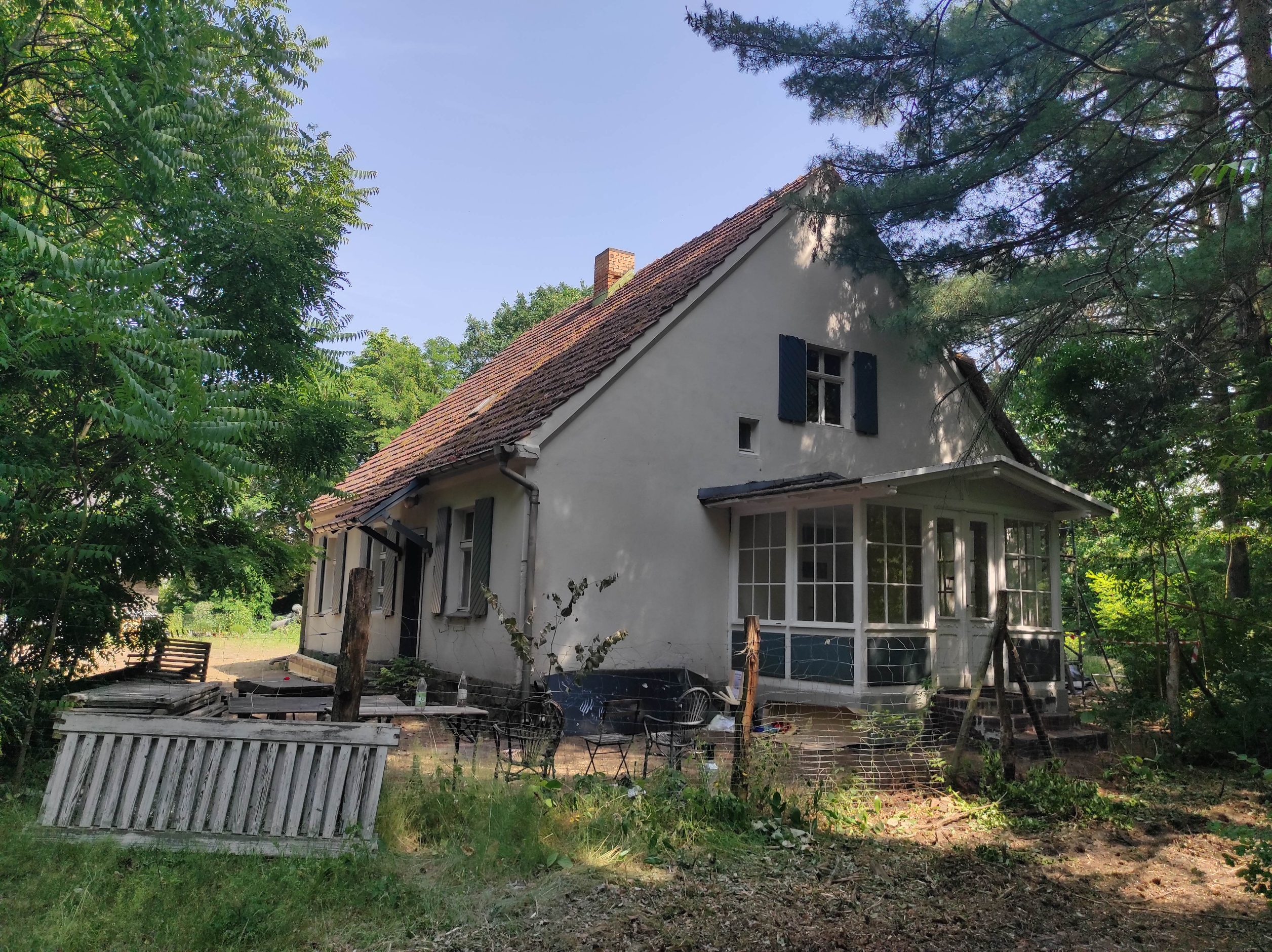
Forsthaus Adlershorst (Juni 2022)

Das Forsthaus Adlershorst ist ein Wohnplatz auf der Gemarkung von Fernneuendorf im Ortsteil Sperenberg der Gemeinde Am Mellensee (Landkreis Teltow-Fläming, Brandenburg). Der Gebäudekomplex wurde 1848 aufgebaut und benannt.

## Lage
Das Forsthaus Adlershorst liegt auf der Gemarkung von Fernneuendorf, der Ortskern von Fernneuendorf liegt ca. 4 km in westsüdwestlicher Richtung vom Forsthaus Adlershorst. Deutlicher näher, ca. 2,2 km nordöstlich liegt der Ortskern von Neuhof, ein Ortsteil der Stadt Zossen. Knapp 1,9 km nordwestlich vom Forsthaus liegt der Wohnplatz Hanschenland, der bereits auf der Gemarkung von Klausdorf liegt, einem Ortsteil der Gemeinde Am Mellensee. Der Wohnplatz Adlershorst liegt auf 43 m ü. NHN.

## Kommunale Zugehörigkeit
Auf dem Urmesstischblatt 3846 Wünsdorf von 1841 fehlt das Forsthaus selbstredend noch. Aber an der Stelle, an der wenige Jahre später das Forsthaus gebaut wurde, ist ein Forstacker eingezeichnet. 1848 wurde dem  im Belauf Jachzenbrück des Zossener Forstreviers, etwa 1¼ Meile von Zossen und 1½ Meile von Baruth belegenen, neu errichteten Förster-Etablissement, ... die Benennung Försterei Adlershorst beigelegt worden, was wir mit dem Bemerken zur öffentlichen Kenntnis bringen, daß dadurch in den Communal- und polizeilichen Verhältnissen des Etablissements nichts geändert wird. Potsdam den 25. Juli 1848. Es war somit in der Hierarchie der Forstverwaltung der Oberförsterei Zossen in der Forstinspektion Potsdam I. untergeordnet. Kommunalrechtlich gehörte es zum Gutsbezirk Forst Zossen.
1858 bestand die Kleinsiedlung aus einem Wohnhaus und einem Wirtschaftsgebäude und hatte sechs Einwohner. Das Forsthaus ist unter dem Gutsbezirk Forstrevier Zossen aufgelistet. Nach der Grund- und Gebäudesteuerveranlagung im Regierungsbezirk Potsdam von 1867 gehörte der Wohnplatz zum Gutsbezirk Kummersdorf (Königliche Oberförsterei). 1871 ist Adlershorst wiederum unter dem älteren Namen des Gutsbezirks, Forstrevier Zossen zu finden. Das Forsthaus hatte damals neun Bewohner. 1881 wird das Forsthaus Adlershorst explizit dem Gutsbezirk Kummersdorfer Forst zugerechnet, dem einzigen Bestandteil des Amtsbezirks 41 Kummersdorfer Forst des Kreises Teltow. Im Gegensatz dazu soll das Forsthaus Adlershorst um 1900 nach Mauer jedoch zum Gemeindebezirk Neuhof gehört haben, was wohl als Irrtum zu werten ist, denn das Forsthaus gehörte weiter zum Gutsbezirk Kummersdorf Forst. Erst 1929 wurde der Gutsbezirk Kummersdorf bis auf einen kleinen Rest aufgelöst, und große Teile wurden der Gemarkung Fernneuendorf zugeschlagen, darunter auch das Forsthaus Adlershorst. 1932 gehörten zur Gemeinde Fernneuendorf die Wohnplätze Eisenbahndienstbeamtenhäuser, Kommandanturwohnung am Schießplatz Kummersdorf, Mönninghausen sowie die Forsthäuser Adlershorst, Neuendorf und Salzäcker.
1902 war zusätzlich eine Revierförsterstelle neu eingerichtet worden. 1972 gehörte das Revier Adlershorst zum Staatlichen Forstwirtschaftsbetrieb Königs Wusterhausen. Das Revier Adlershorst ist heute der Landeswaldoberförsterei Hammer des Landes Brandenburg unterstellt.
Seit 1974 ist Fernneuendorf ein Ortsteil von Sperenberg. Mit der Wende wurde das Land Brandenburg wieder gegründet. Mit der Verwaltungsreform wurden ab 1992 Ämter gebildet. Sperenberg schloss sich mit sieben anderen Gemeinden zum Amt Am Mellensee zusammen. Bis 2003 schlossen sich alle Amtsgemeinden zur neuen Gemeinde Am Mellensee zusammen. Seither ist Sperenberg ein Ortsteil, Fernneuendorf nur noch ein Wohnplatz der Gemeinde Am Mellensee.
Die Bewohner des Forsthauses Adlershorst waren nach Wünsdorf eingekircht.

## Liste der Förster
- (1855) bis 31. Oktober 1870 (?) Förster Schneider[2]
- ab 1. November 1870 bis 30. Juni 1878 Förster Friedrich Ferdinand Peitzer, vorher Jäger, wurde mit der Stellenvergabe zum Förster befördert,[11] wurde in die Försterei Pichelsberg in der Oberförsterei Grunewald versetzt[12]
- ab 1. Juli 1878 bis 30. Juni 1898 Förster Heinrich Philipp Waldemar Riebe (* 11. Dezember 1832; † 8. Februar 1903[13]), war vorher in der Försterei Neukammer der Oberförsterei Rüthnick[12][14][15] er erhielt 1894 das Allgemeine Ehrenzeichen,[14] 1898 erhielt er den Königlichen Kronenorden IV. Klasse[16]
- 1. Juli 1898 bis 30. Juni 1902 Förster Oskar Bartels (* 17. Juli 1861)[17][18] er war vorher in der Försterei Gottow,[19]  wurde 1902 in die Försterei Jänickendorf (Oberförsterei Woltersdorf) versetzt[20]
- 1. April 1902 bis 30. Juni 1909 Revierförster Hermann Friedrichsohn (* 24. Mai 1851), Diensteintritt: 1. August 1887[17][9] vorher in der Försterei Lehnin (Oberförsterei Lehnin) und davor in der Försterei Seddin (Oberförsterei Kunersdorf), wurde 1903 zum Revierförster ernannt[21]
- ab 1. Juli 1909 bis (1912) Förster Axel Friedrich Heinrich Meißner (* 5. Juli 1858 in Hagen/Rügen[22]),[23] er war zuerst in der Försterei Klein Dölln (Oberförsterei Groß Schönebeck), dann in der Försterei Wesendorf (Oberförsterei Zehdenick), und dann in der Försterei Gorin (Oberförsterei Schönwalde), er wurde 1912 zum Hegemeister ernannt[24]
- (1927) Förster Johannes Feldt[25]

## Das Forsthaus Adlershorst als Filmkulisse
Im Forsthaus Adlershorst wurde 2018 für die zweite Staffel der US-amerikanischen Serie Counterpart gedreht. Nach Auskunft von Heiko Kiewitt von der Oberförsterei Wünsdorf wurde im Forsthaus Adlershorst auch schon für deutsche Spielfilmproduktionen gedreht.